# Джордан, Джулиан
Джулиан Доббенберг (нидерл. Julian Dobbenberg; род. 20 августа 1995 год), более известный как Джулиан Джордан (Julian Jordan) — нидерландский диджей и музыкальный продюсер. Стал известен благодаря сотрудничеству с Сандер ван Дорном и Мартином Гарриксом.

## Биография

### Ранние годы и первый релиз
В раннем детстве Джулиан начал развивать свою страсть к музыке. В возрасте пяти лет он начал учиться в музыкальной школе, впоследствии чего заинтересовался различными ударными инструментами. В 14 лет он спродюсировал свою первую песню «Yxalag» и опубликовал ее в Интернете. После своего первого релиза, его песня привлекла внимание несколько звукозаписывающих лейблов. Уже в 2012 году он выпустил песни «Travel B» и «Lynxed» на двух лейблах — Suit Records и Plasmapool.
После окончания музыкальной школы он подписал контракт с нидерландским независимым лейблом Spinnin' Records. Благодаря лейблу Spinnin, он познакомился и подружился с Мартином Гарриксом, который учился в академии «Herman Brood».
20 августа 2012 года выпустил совместный сингл «Kangaroo» с нидерландским диджеем Sander van Doorn. В том же году, в ноябре, выпустил совместный сингл «BFAM» с нидерландским диджеем Мартином Гарриксом. Название песни исходи от аббревиатуры brother «from another mother» рус. брат от другой матери.
В 2013 году выпустил такие треки как «Ramcar» и «Childish Grandpa». В 2014 году сотрудничал с немецким музыкальным дуэтом Twoloud. Песня получила название «Rockin», и была выпущена 14 февраля 2014 года.

### 2015 — настоящее время
В феврале 2015 года выпустил совместный сингл «Rage» с Sander van Doorn и Firebeatz. В мае того же года выпустил сингл «Blinded By the Light».
В 2016 году Джулиан объявил о прекращении контракта со Spinnin' Records, и подписал контракт с лейблом диджея Hardwell — Revealed Recordings, где выпустил дебютный сингл «Pilot», который был выпущен 4 апреля 2016 года. В этом же году он сотрудничал с Мартином Гарриксом, выпустив трек «Welcome», который вошёл в мини-альбом Гаррикса — «Seven», и в дебютный альбом Джулиана — «Find Love», который был выпущен в декабре.
В 2017 году он выпустил такие песни как «Always» и «Say Love». Он так же перезапустил свой лейбл «GOLDKID Records» и выпустил синглы «Saint» и «Chinook». В сентябре того же года, в сотрудничестве со Стеффом де Кампо и при участии TYMEN выпустил ещё один сингл под названием «Light Years Away». В 2017 году занял 94 место в списке лучших диджеев мира по версии журнала DJ Magazine. Является резидентом известных клубов Omnia и Caesars Palace.
В январе 2018 года выпустил трек «Ghost» на своём лейбле «GOLDKID Records». В марте 2018 года подписал контракт с лейблом STMPD RCRDS Мартина Гаррикса, и выпустил совместный трек с Alpharock — «Zero Gravity». В октябре на этом же лейбле выпустил трек «Never Tired Of You».

## Дискография

### Мини-альбомы
| Название | Детали                                                                               |
| -------- | ------------------------------------------------------------------------------------ |
| Goldkid  | - Дата релиза: 15 июня 2018 - Лейбл: Goldkid Records - Формат: Цифровая загрузка, CD |

### Синглы
| Название                                      | Год  | Пиковые позиции в чартах                                                    |                                                                             |                                                                             |
| Название                                      | Год  | US Dance                                                                    |                                                                             |                                                                             |
| --------------------------------------------- | ---- | --------------------------------------------------------------------------- | --------------------------------------------------------------------------- | --------------------------------------------------------------------------- |
| «Colette»                                     | 2011 | —                                                                           |                                                                             |                                                                             |
| «Rock Steady»                                 | 2012 | —                                                                           |                                                                             |                                                                             |
| «Oxford» (с TV Noise)                         | 2012 | —                                                                           |                                                                             |                                                                             |
| «Kangaroo» (с Sander van Doorn)               | 2012 | 43                                                                          |                                                                             |                                                                             |
| «BFAM» (с Martin Garrix)                      | 2012 | —                                                                           |                                                                             |                                                                             |
| «Ramcar»                                      | 2013 | —                                                                           |                                                                             |                                                                             |
| «Aztec»                                       | 2013 | —                                                                           |                                                                             |                                                                             |
| «Up In This!»                                 | 2014 | —                                                                           |                                                                             |                                                                             |
| «Slenderman»                                  | 2014 | —                                                                           |                                                                             |                                                                             |
| «Angels x Demons»                             | 2014 | —                                                                           |                                                                             |                                                                             |
| «The Takedown»                                | 2015 | —                                                                           |                                                                             |                                                                             |
| «Blinded By The Light»                        | 2015 | —                                                                           |                                                                             |                                                                             |
| «Lost Words»                                  | 2015 | —                                                                           |                                                                             |                                                                             |
| «Feel The Power» (with Stino)                 | 2015 | —                                                                           |                                                                             |                                                                             |
| «All Night»                                   | 2016 | —                                                                           |                                                                             |                                                                             |
| «Pilot»                                       | 2016 | —                                                                           |                                                                             |                                                                             |
| «Rebound»                                     | 2016 | —                                                                           |                                                                             |                                                                             |
| «A Thousand Miles» (при участии Ruby Prophet) | 2016 | —                                                                           |                                                                             |                                                                             |
| «Midnight Dancers»                            | 2016 | —                                                                           |                                                                             |                                                                             |
| «Memory»                                      | 2016 | —                                                                           |                                                                             |                                                                             |
| «Welcome» (с Martin Garrix)                   | 2016 | —                                                                           |                                                                             |                                                                             |
| «Always» (с CHOCO)                            | 2017 | —                                                                           |                                                                             |                                                                             |
| «Say Love» (с Sj)                             | 2017 | —                                                                           |                                                                             |                                                                             |
| «Saint»                                       | 2017 | —                                                                           |                                                                             |                                                                             |
| «Chinook»                                     | 2017 | —                                                                           |                                                                             |                                                                             |
| «Light Years Away"» (с TYMEN)                 | 2017 | —                                                                           |                                                                             |                                                                             |
| «Ghost»                                       | 2018 | —                                                                           |                                                                             |                                                                             |
| «Zero Gravity» (с Alpharock)                  | 2018 | —                                                                           |                                                                             |                                                                             |
| «Attention» (с Timmy Trumpet)                 | 2018 | —                                                                           |                                                                             |                                                                             |
| «Never Tired of You»                          | 2018 | —                                                                           |                                                                             |                                                                             |
| «Tell Me The Truth»                           | 2018 | —                                                                           |                                                                             |                                                                             |
| «Backfire» (с Seth Hills)                     | 2019 |                                                                             |                                                                             |                                                                             |
| «Oldskool»                                    | 2019 | «—» означает, что альбом не попал в чарт или не издавался в данном регионе. | «—» означает, что альбом не попал в чарт или не издавался в данном регионе. | «—» означает, что альбом не попал в чарт или не издавался в данном регионе. |

### Ремиксы
2012
- LIGHTS — «Banner» (Julian Jordan Remix)
- Sander van Doorn & Mayaeni — «Nothing Inside» (Julian Jordan Remix)
- Labyrinth — «Treatment» (Julian Jordan Remix)
- DJ Fresh feat. RaVaughn — «The Feeling» (Julian Jordan Remix)
- Neil Davidge & Sander van Doorn — «To Galaxy» (Julian Jordan Remix)
- Matt Nash & Dave Silcox — «Praise You» (Julian Jordan Remix)

2017
- Martin Garrix feat. Troye Sivan — «There For You» (Julian Jordan Remix)

2018
- LNY TNZ feat. Laurell & Mann — «After Midnight» (Julian Jordan Remix)[18]

2019
- Martin Garrix, Matisse & Sadko feat. Michel Zitron — «Hold on» (Julian Jordan Remix)